# Communauté du Pays d'Aix
Communauté du Pays d'Aix er et fransk kommunalt samarbejde, der består af 34 kommuner i de franske departementer Bouches-du-Rhône og Vaucluse.
De 33 samarbejdende kommuner i Bouches-du-Rhône er:
| - Aix-en-Provence - Beaurecueil - Bouc-Bel-Air - Cabriès - Châteauneuf-le-Rouge - Coudoux - Éguilles - Fuveau - Jouques - Lambesc - Meyrargues |  | - Meyreuil - Mimet - Les Pennes-Mirabeau - Peynier - Peyrolles-en-Provence - Puyloubier - Le Puy-Sainte-Réparade - Rognes - La Roque-d'Anthéron - Rousset - Saint-Antonin-sur-Bayon |  | - Saint-Cannat - Saint-Estève-Janson - Saint-Marc-Jaumegarde - Saint-Paul-lès-Durance - Simiane-Collongue - Le Tholonet - Trets - Vauvenargues - Venelles - Ventabren - Vitrolles |

Og en enkelt i Vaucluse:
- Pertuis.

## Statistik
| Areal             | 1.296 km2       |
| Indbyggertal      | 355.016 (2007)  |
| Befolkningstæthed | 274 indb./km²   |
| Hovedby           | Aix-en-Provence |